# 鄭炳南
鄭炳南（1946年—），香港男作家，原名鄭楚帆，曾用筆名鄭宜迅等，廣東潮州人，生於一九四六年。一九六０年移居香港。曾任香港邵氏電影公司編劇，歷任《縱橫》、《真相》、《戰術》、《科技世紀》、《推理小說》等雜誌總編輯、香港大學校外課程部講師、香港小說學會創會會長。
作品有長篇小說《懸浮之城》、《香港風雲》（1、2）、《冬至無雨》和《金錢遊戲》；另有「石勒探案」刑偵小說系列五集：《多情未必不丈夫》、《聰明反被聰明誤》、《謀殺方程式》（長篇小說）、《打掃房間》（長篇小說）和結局篇《食物鏈》（長篇小說）。另中篇小說《局中人》；短篇小說集《玻璃》和《鄭炳南短篇小說集》；隨筆《毛澤東、中國、人生》和《小說時空》──回顧、剖析、符號和視野；電影編劇創作範本《死裡求生》等。

## 著作

### 石勒探案系列
- 《事無不可對人言》（石勒探案1）
  - 香港科華圖書出版公司 2000
- 《聰明反被聰明誤》（石勒探案2）
  - 《警壇風雲》雜誌12/01 香港科華圖書出版公司 2004
- 《謀殺方程式》（石勒探案3）
  - 百花洲文藝出版社 香港科華圖書出版公司 2004
- 《多情未必不丈夫》（石勒探案1）
  - 香港科華圖書出版公司 2006
- 《知人知面不知心》
  - 《警壇風雲》雜誌4/02 中國社會出版社 香港科華圖書出版公司 2008
- 《食物鏈》（石勒探案5結局篇）
  - 香港科華圖書出版公司 2012
- 《打掃房間》（石勒探案4）
  - 香港科華圖書出版公司 2017

### 推理小說
- 《綁票圈套》
  - 《今古傳奇》雜誌5/94 香港《推理小說》雜誌5/96 香港聚賢館文化有限公司 1994
- 《瘋狗之死》
  - 《中國故事》雜誌5/95 香港《推理小說》雜誌7/96 香港聚賢館文化有限公司 1994
- 《局中人》
  - 《啄木鳥》雜誌 6/97 《中國故事》雜誌5/96 香港《推理小說》雜誌9/96 香港科華圖書出版公司 1997
- 《犀牛陰謀》
  - 《中國故事》雜誌4/97 香港《推理小說》雜誌1/97 香港科華圖書出版公司 1997
- 《陰謀與殺戮》
  - 香港科華圖書出版公司 1997
- 《殺戮戰場》
  - 《中國故事》雜誌5/97 香港科華圖書出版公司 1997
- 《目標》
  - 香港《推理小說》雜誌3/97 香港科華圖書出版公司 1998
- 《叛徒》
  - 香港科華圖書出版公司 1998
- 《金錢遊戲》
  - 《海峽》雜誌2/01 香港科華圖書出版公司 1999
- 《冬至無雨》
  - 香港科華圖書出版公司 1999.
- 《鄭炳南當代鬥智偵探系列》
  - 中國華僑出版社 2001
- 《香港風雲. 1》
  - 香港科華圖書出版公司 2002
- 《香港風雲. 2》
  - 香港科華圖書出版公司 2002
- 《懸浮之城》（設局）
  - 香港科華圖書出版公司 2010

### 其他
- 《毛澤東、中國、人生》（隨筆）
  - 香港科華圖書出版公司 1998
- 《鄭炳南短篇小說集》
  - 香港科華圖書出版公司 1998
- 《玻璃》《短篇小說集》 
  - 香港科華圖書出版公司 2005
- 《死裡求生》（電影編劇創作範本）
  - 香港科華圖書出版公司 2006
- 《小說時空》
  - 香港科華圖書出版公司 2018

## 獎項
- 1998年小說《不招人忌是庸才》獲「首屆全國偵探小說大賽」新作獎[1]
- 1999年小說《局中人》獲《啄木鳥》第四屆文學獎（石家莊杯）佳作獎
- 2000年小說《不招人忌是庸才》獲「全國第二屆偵探小說大賽」最佳中篇小說獎[2]
- 2002年小說《分龍雨》獲香港中文文學獎小說組優異獎
- 2004年長篇小說《謀殺方程式》獲「全國第三屆偵探小說大賽」最佳長篇小說獎[3]
- 2007年小說《知人知面不知心》（冤獄）獲「全國第四屆偵探小說大賽」優秀獎[4]
- 2008年長篇小說《謀殺方程式》在北京市懷柔區文化委員會「回眸三十載　文韻品書香」之「紀念改革開放三十週年青年讀書文化節」網絡上的公開評選和投票中，獲「激盪三十年（1978-2008）影響我們最深的三十本書」之一的榮譽[5][6]
- 2009年小說《三伯爺》獲首屆「先覺杯」全國文學大獎賽優秀獎
- 2011年小說《人生到處知何似》獲「全國第五屆偵探小說大賽」最佳語言獎[7]
- 2016年「全國第六屆偵探小說大賽」中獲頒發特別貢獻獎，褒獎作家對偵探推理小說寫作精神廣度、哲學深度的追索與嘗試[8]